# Kurt Gottfried
Kurt Gottfried (* 17. Mai 1929 in Wien; † 25. August 2022 in Ithaca, New York) war ein austroamerikanischer theoretischer Physiker.

## Leben
Kurt Gottfried wurde in Wien geboren und wanderte 1939 nach Kanada aus. Er studierte an der kanadischen McGill University, wo er 1951 seinen Bachelor und 1952 seinen Master-Abschluss machte. 1955 promovierte er am Massachusetts Institute of Technology (MIT) und war danach bis 1958 Junior Fellow an der Harvard University. Von 1958 bis 1960 arbeitete er am Niels-Bohr-Institut in Kopenhagen. 1960 wurde er Assistant Professor in Harvard. 1964 wurde er Associate Professor und 1968 Professor an der Cornell University. Ab 1998 war er dort Professor Emeritus. Er war unter anderem Gastwissenschaftler am CERN und am MIT.
Gottfried verfasste ein bekanntes Quantenmechanik-Lehrbuch (zuerst 1966 erschienen), schrieb eine zweibändige Einführung in die Elementarteilchenphysik mit Victor Weisskopf und befasste sich unter anderem mit Vielteilchentheorie, den Grundlagen der Quantenmechanik und der Physik des Charmonium. Darüber hinaus ist er in Sicherheits- und Abrüstungsfragen speziell auf nuklearem Gebiet engagiert, auch in den 1980er Jahren mit Richard Garwin, Henry W. Kendall, Hans Bethe und anderen gegen das „Star Wars“-Programm der Reagan-Administration. 2007 kritisierte er in einem offenen Brief an den US-Senat und Kongress mit anderen Physikern wie Edwin Salpeter die Bush-Regierung für ihre Drohung gegen den Iran, notfalls Nuklearwaffen einzusetzen.
Er war Fellow der American Physical Society und in deren Rat. 1992 erhielt er den Leo Szilard Lectureship Award. 1999 bis 2009 stand er der Union of Concerned Scientists vor, die er mit gründete. Er war Fellow der American Academy of Arts and Sciences und Mitglied des Council of Foreign Relations.

## Schriften
- mit Tung-Mow Yan: Quantum Mechanics – Fundamentals, Springer 2003 (zuerst ohne Yan bei Benjamin 1966, Addison-Wesley 1988), ISBN 0-387-22023-2
- mit Victor Weisskopf: Concepts of particle physics, 2 Bände, Clarendon Press, Oxford 1984, 1986
- mit Bruce Blair (Herausgeber): Crisis stability and nuclear war, Oxford University Press 1988
- mit M. Bell, Martinus Veltman (Herausgeber): John S. Bell and the Foundations of Quantum Mechanics, World Scientific 2001 (mit denselben Autoren gab er auch die Gesammelten Werke von Bell heraus)